# Oprávněné vraždy
Oprávněné vraždy (v anglickém originále Righteous Kill) je americký kriminální film z roku 2008. Režisérem filmu je Jon Avnet. Hlavní role ve filmu ztvárnili Robert De Niro, Al Pacino, John Leguizamo, Donnie Wahlberg a 50 Cent.

## Obsazení
| Robert De Niro    | Tom Cowan       |
| Al Pacino         | David Fisk      |
| John Leguizamo    | Simon Perez     |
| Donnie Wahlberg   | Theodore Riley  |
| 50 Cent           | Marcus Smith    |
| Carla Gugino      | Karen Corelli   |
| Brian Dennehy     | Hingis          |
| Frank John Hughes | Charles Randall |